# Valfin-sur-Valouse
Valfin-sur-Valouse is een plaats en voormalige gemeente in het Franse departement Jura in de regio Bourgogne-Franche-Comté en telt 85 inwoners (2009). De plaats maakt deel uit van het arrondissement Lons-le-Saunier.

## Geschiedenis
Valfin-sur-Valouse is op 1 januari 2018 gefuseerd met de gemeente Vosbles tot de gemeente Vosbles-Valfin. 

## Geografie
De oppervlakte van Valfin-sur-Valouse bedraagt 9,1 km², de bevolkingsdichtheid is dus 9,3 inwoners per km².
De onderstaande kaart toont de ligging van Valfin-sur-Valouse met de belangrijkste infrastructuur en aangrenzende gemeenten.

## Demografie
Onderstaande figuur toont het verloop van het inwonertal.